# Harold Ross
Harold Wallace Ross (ur. 6 listopada 1892 w Aspen, zm. 6 grudnia 1951 w Bostonie) – amerykański dziennikarz, założyciel i pierwszy redaktor (od 1925 do śmierci) The New Yorkera.
Był synem Johna, irlandzkiego emigranta, i Idy, nauczycielki.
Zmarł w czasie operacji usunięcia raka.